# Perisama canoma
Perisama canoma är en fjärilsart som beskrevs av Druce 1874. Perisama canoma ingår i släktet Perisama och familjen praktfjärilar. Inga underarter finns listade i Catalogue of Life.

## Bildgalleri

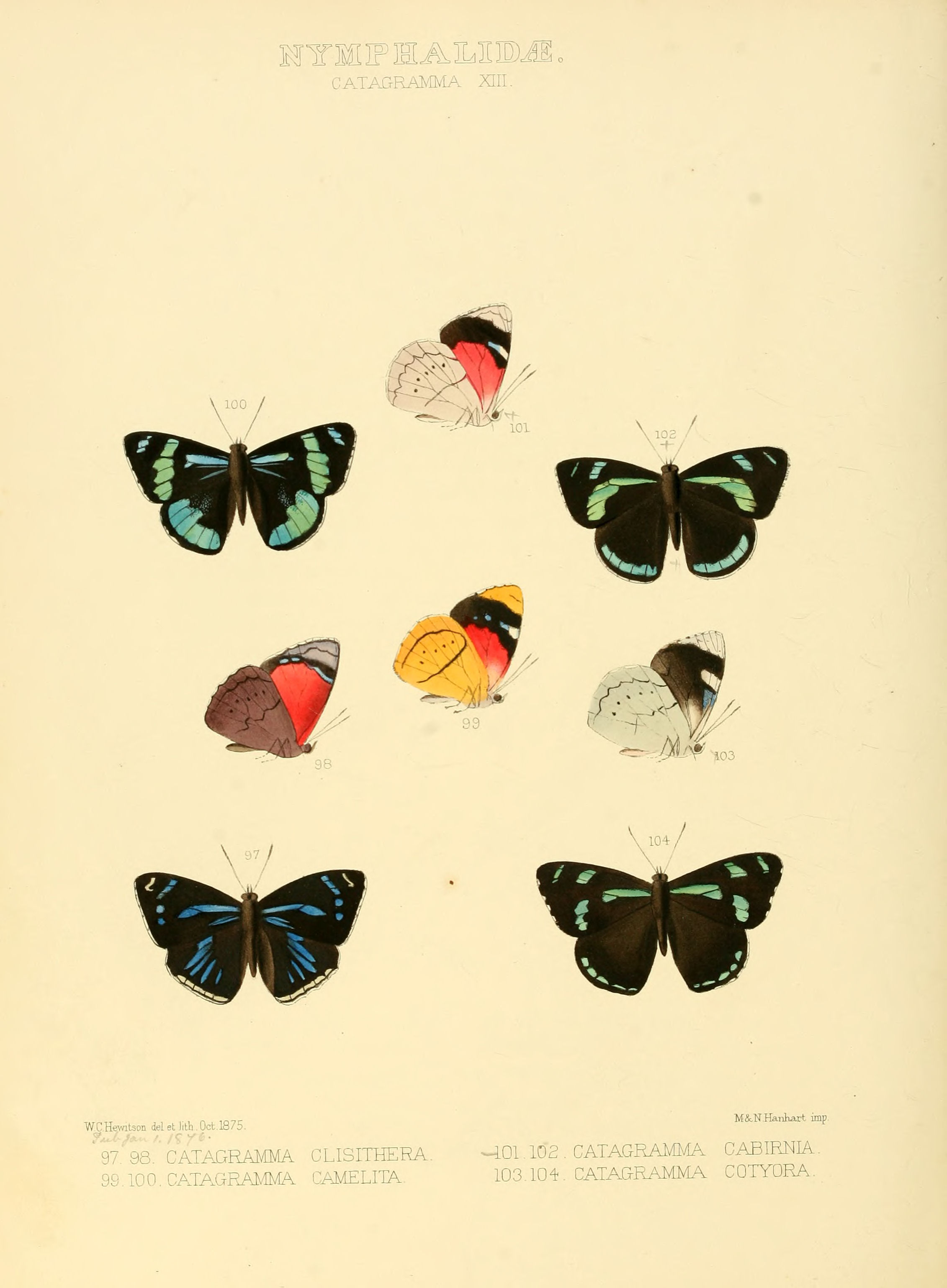